# Sant Joan Despí
Sant Joan Despí település Spanyolországban, Barcelona tartományban. Lakosainak száma 35 083 fő (2024).

## Földrajza
Sant Joan Despí Sant Just Desvern, Esplugues de Llobregat, Cornellà de Llobregat, Sant Boi de Llobregat, Santa Coloma de Cervelló és Sant Feliu de Llobregat községekkel határos.

## Népesség
A település lakosságának változását az alábbi diagram mutatja:
| Lakosok száma | 256  | 1177 | 2275 | 4771 | 23 717 | 30 242 | 32 030 | 32 981 | 34 123 | 35 083 |
|               | 1717 | 1887 | 1936 | 1960 | 1986   | 2004   | 2009   | 2014   | 2019   | 2024   |